# Sphaeralcea angusta
Sphaeralcea angusta là một loài thực vật có hoa trong họ Cẩm quỳ. Loài này được (A. Gray) Fernald miêu tả khoa học đầu tiên năm 1939.